# (706765) 2010 TK7
(706765) 2010 TK7 es el primer asteroide troyano descubierto que acompaña la órbita de la Tierra alrededor del Sol en el punto de Lagrange L4 del sistema Sol-Tierra. Fue descubierto en octubre de 2010 por el telescopio espacial WISE (Wide-Field Infrared Survey Explorer).

## Descubrimiento
El 28 de julio de 2011 se publicó en la revista Nature, un artículo en que mencionaba la existencia del asteroide dándole la designación provisional 2010 TK7. El asteroide fue descubierto por el telescopio espacial WISE (Wide-Field Infrared Survey Explorer) en octubre de 2010 por astrónomos de la Universidad de Athabasca en Alberta, Canadá. Fue fotografiado luego por el telescopio llamado Canada-Francia-Hawái para poder confirmar la órbita del asteroide.

## Órbita

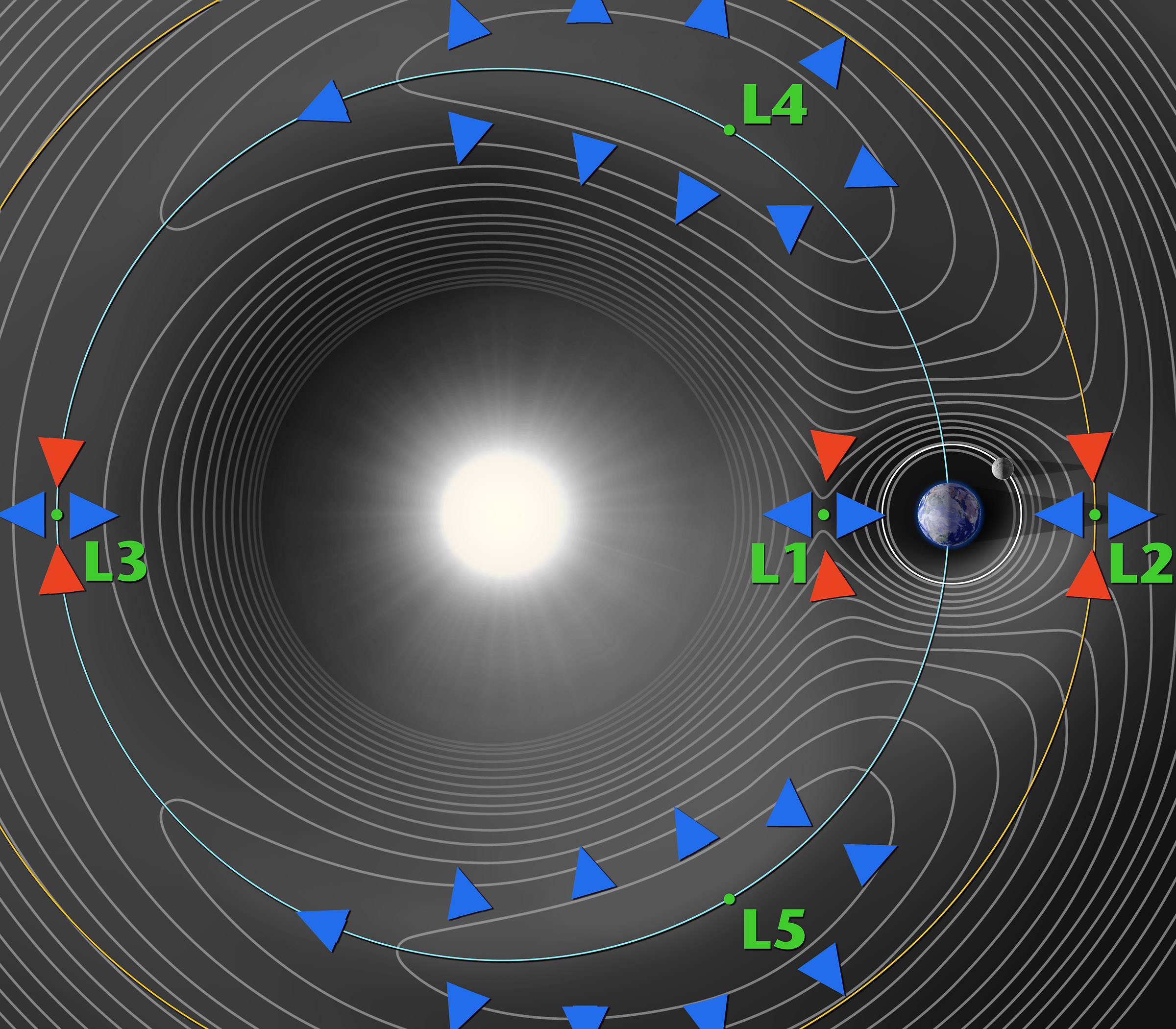
Un gráfico de contorno (¡no dibujado a escala!) del potencial efectivo de un sistema de dos cuerpos (aquí el Sol y la Tierra), que muestra los cinco puntos de Lagrange. Un objeto que orbita en caída libre podría trazar un contorno (como la Luna, que se muestra en la imagen).

El asteroide está a una distancia aproximada de 80 millones de kilómetros de la Tierra en una órbita estable por lo menos durante los próximos 10 000 años y en su punto más cercano a la Tierra estará en un mínimo de 20 millones de kilómetros, lo cual sería unas 50 veces la distancia entre la Tierra y la Luna. Tiene un período orbital de 1,001 años (365,481 días), viaja con una inclinación orbital cercana a los 20 grados y está ubicado en el punto de Lagrange correspondiente a L4.

## Características físicas
2010 TK7 tiene un diámetro aproximado entre 200 y 300 metros, con una magnitud absoluta de 20,586.